# یوگنی میرونف
یوگنی ویتالیویچ میرونف (روسی: Евгений Витальевич Миронов؛ زادهٔ ۲۹ نوامبر ۱۹۶۶) بازیگر مشهور اهل روسیه است. وی از سال ۱۹۸۷ میلادی تاکنون مشغول فعالیت بوده‌است.
از فیلم‌ها یا مجموعه‌های تلویزیونی که وی در آن‌ها نقش داشته‌است، می‌توان به ابله و در ترانزیت اشاره نمود.
وی همچنین برندهٔ جوایزی همچون هنرمند مردمی روسیه شده‌است.